# Kung (schack)
Kungen är en av de sex schackpjäserna. I svensk schacknotation betecknas kungen med bokstaven K. I böcker och tidskrifter används ofta i stället ett piktogram: ♔
Kungen är den viktigaste pjäsen eftersom spelet är förlorat när kungen inte kan räddas. Syftet med spelet är att hota (schacka) motståndarens kung på ett sådant sätt att den inte kan komma undan. Kungen är då schackmatt. Det är inte tillåtet att ställa eller lämna kungen i en position där den kan bli tagen av motståndaren. 
Även om kungen är den viktigaste pjäsen, så är den vanligen en svag pjäs som måste skyddas av andra pjäser i öppningen och mittspelet. Det är först i slutspelet som kungen kan ta en mer aktiv roll.

## Placering och rörelsemönster
Den vita kungen börjar på ruta e1, medan den svarta kungen börjar på e8. Med schackbrädet riktat korrekt börjar den vita kungen på en svart ruta och den svarta kungen börjar på en vit ruta. 
Kungen kan förflytta sig en ruta i valfri riktning (horisontellt, vertikalt eller diagonalt) om inte rutan redan är ockuperad av ens egen pjäs eller om förflyttningen resulterar att kungen står i schack. Kungen kan också, tillsammans med ett av tornen, delta i specialdraget rockad.
|   | a                           | b                           | c                           | d                           | e                           | f                           | g                           | h                           |   |
| 8 | e8 svart kung · e1 vit kung | e8 svart kung · e1 vit kung | e8 svart kung · e1 vit kung | e8 svart kung · e1 vit kung | e8 svart kung · e1 vit kung | e8 svart kung · e1 vit kung | e8 svart kung · e1 vit kung | e8 svart kung · e1 vit kung | 8 |
| 7 | e8 svart kung · e1 vit kung | e8 svart kung · e1 vit kung | e8 svart kung · e1 vit kung | e8 svart kung · e1 vit kung | e8 svart kung · e1 vit kung | e8 svart kung · e1 vit kung | e8 svart kung · e1 vit kung | e8 svart kung · e1 vit kung | 7 |
| 6 | e8 svart kung · e1 vit kung | e8 svart kung · e1 vit kung | e8 svart kung · e1 vit kung | e8 svart kung · e1 vit kung | e8 svart kung · e1 vit kung | e8 svart kung · e1 vit kung | e8 svart kung · e1 vit kung | e8 svart kung · e1 vit kung | 6 |
| 5 | e8 svart kung · e1 vit kung | e8 svart kung · e1 vit kung | e8 svart kung · e1 vit kung | e8 svart kung · e1 vit kung | e8 svart kung · e1 vit kung | e8 svart kung · e1 vit kung | e8 svart kung · e1 vit kung | e8 svart kung · e1 vit kung | 5 |
| 4 | e8 svart kung · e1 vit kung | e8 svart kung · e1 vit kung | e8 svart kung · e1 vit kung | e8 svart kung · e1 vit kung | e8 svart kung · e1 vit kung | e8 svart kung · e1 vit kung | e8 svart kung · e1 vit kung | e8 svart kung · e1 vit kung | 4 |
| 3 | e8 svart kung · e1 vit kung | e8 svart kung · e1 vit kung | e8 svart kung · e1 vit kung | e8 svart kung · e1 vit kung | e8 svart kung · e1 vit kung | e8 svart kung · e1 vit kung | e8 svart kung · e1 vit kung | e8 svart kung · e1 vit kung | 3 |
| 2 | e8 svart kung · e1 vit kung | e8 svart kung · e1 vit kung | e8 svart kung · e1 vit kung | e8 svart kung · e1 vit kung | e8 svart kung · e1 vit kung | e8 svart kung · e1 vit kung | e8 svart kung · e1 vit kung | e8 svart kung · e1 vit kung | 2 |
| 1 | e8 svart kung · e1 vit kung | e8 svart kung · e1 vit kung | e8 svart kung · e1 vit kung | e8 svart kung · e1 vit kung | e8 svart kung · e1 vit kung | e8 svart kung · e1 vit kung | e8 svart kung · e1 vit kung | e8 svart kung · e1 vit kung | 1 |
|   | a                           | b                           | c                           | d                           | e                           | f                           | g                           | h                           |   |

|   | a | b | c | d | e | f | g | h |   |
| 8 | d5 vit cirkel · e5 vit cirkel · f5 vit cirkel · d4 vit cirkel · e4 vit kung · f4 vit cirkel · d3 vit cirkel · e3 vit cirkel · f3 vit cirkel | d5 vit cirkel · e5 vit cirkel · f5 vit cirkel · d4 vit cirkel · e4 vit kung · f4 vit cirkel · d3 vit cirkel · e3 vit cirkel · f3 vit cirkel | d5 vit cirkel · e5 vit cirkel · f5 vit cirkel · d4 vit cirkel · e4 vit kung · f4 vit cirkel · d3 vit cirkel · e3 vit cirkel · f3 vit cirkel | d5 vit cirkel · e5 vit cirkel · f5 vit cirkel · d4 vit cirkel · e4 vit kung · f4 vit cirkel · d3 vit cirkel · e3 vit cirkel · f3 vit cirkel | d5 vit cirkel · e5 vit cirkel · f5 vit cirkel · d4 vit cirkel · e4 vit kung · f4 vit cirkel · d3 vit cirkel · e3 vit cirkel · f3 vit cirkel | d5 vit cirkel · e5 vit cirkel · f5 vit cirkel · d4 vit cirkel · e4 vit kung · f4 vit cirkel · d3 vit cirkel · e3 vit cirkel · f3 vit cirkel | d5 vit cirkel · e5 vit cirkel · f5 vit cirkel · d4 vit cirkel · e4 vit kung · f4 vit cirkel · d3 vit cirkel · e3 vit cirkel · f3 vit cirkel | d5 vit cirkel · e5 vit cirkel · f5 vit cirkel · d4 vit cirkel · e4 vit kung · f4 vit cirkel · d3 vit cirkel · e3 vit cirkel · f3 vit cirkel | 8 |
| 7 | d5 vit cirkel · e5 vit cirkel · f5 vit cirkel · d4 vit cirkel · e4 vit kung · f4 vit cirkel · d3 vit cirkel · e3 vit cirkel · f3 vit cirkel | d5 vit cirkel · e5 vit cirkel · f5 vit cirkel · d4 vit cirkel · e4 vit kung · f4 vit cirkel · d3 vit cirkel · e3 vit cirkel · f3 vit cirkel | d5 vit cirkel · e5 vit cirkel · f5 vit cirkel · d4 vit cirkel · e4 vit kung · f4 vit cirkel · d3 vit cirkel · e3 vit cirkel · f3 vit cirkel | d5 vit cirkel · e5 vit cirkel · f5 vit cirkel · d4 vit cirkel · e4 vit kung · f4 vit cirkel · d3 vit cirkel · e3 vit cirkel · f3 vit cirkel | d5 vit cirkel · e5 vit cirkel · f5 vit cirkel · d4 vit cirkel · e4 vit kung · f4 vit cirkel · d3 vit cirkel · e3 vit cirkel · f3 vit cirkel | d5 vit cirkel · e5 vit cirkel · f5 vit cirkel · d4 vit cirkel · e4 vit kung · f4 vit cirkel · d3 vit cirkel · e3 vit cirkel · f3 vit cirkel | d5 vit cirkel · e5 vit cirkel · f5 vit cirkel · d4 vit cirkel · e4 vit kung · f4 vit cirkel · d3 vit cirkel · e3 vit cirkel · f3 vit cirkel | d5 vit cirkel · e5 vit cirkel · f5 vit cirkel · d4 vit cirkel · e4 vit kung · f4 vit cirkel · d3 vit cirkel · e3 vit cirkel · f3 vit cirkel | 7 |
| 6 | d5 vit cirkel · e5 vit cirkel · f5 vit cirkel · d4 vit cirkel · e4 vit kung · f4 vit cirkel · d3 vit cirkel · e3 vit cirkel · f3 vit cirkel | d5 vit cirkel · e5 vit cirkel · f5 vit cirkel · d4 vit cirkel · e4 vit kung · f4 vit cirkel · d3 vit cirkel · e3 vit cirkel · f3 vit cirkel | d5 vit cirkel · e5 vit cirkel · f5 vit cirkel · d4 vit cirkel · e4 vit kung · f4 vit cirkel · d3 vit cirkel · e3 vit cirkel · f3 vit cirkel | d5 vit cirkel · e5 vit cirkel · f5 vit cirkel · d4 vit cirkel · e4 vit kung · f4 vit cirkel · d3 vit cirkel · e3 vit cirkel · f3 vit cirkel | d5 vit cirkel · e5 vit cirkel · f5 vit cirkel · d4 vit cirkel · e4 vit kung · f4 vit cirkel · d3 vit cirkel · e3 vit cirkel · f3 vit cirkel | d5 vit cirkel · e5 vit cirkel · f5 vit cirkel · d4 vit cirkel · e4 vit kung · f4 vit cirkel · d3 vit cirkel · e3 vit cirkel · f3 vit cirkel | d5 vit cirkel · e5 vit cirkel · f5 vit cirkel · d4 vit cirkel · e4 vit kung · f4 vit cirkel · d3 vit cirkel · e3 vit cirkel · f3 vit cirkel | d5 vit cirkel · e5 vit cirkel · f5 vit cirkel · d4 vit cirkel · e4 vit kung · f4 vit cirkel · d3 vit cirkel · e3 vit cirkel · f3 vit cirkel | 6 |
| 5 | d5 vit cirkel · e5 vit cirkel · f5 vit cirkel · d4 vit cirkel · e4 vit kung · f4 vit cirkel · d3 vit cirkel · e3 vit cirkel · f3 vit cirkel | d5 vit cirkel · e5 vit cirkel · f5 vit cirkel · d4 vit cirkel · e4 vit kung · f4 vit cirkel · d3 vit cirkel · e3 vit cirkel · f3 vit cirkel | d5 vit cirkel · e5 vit cirkel · f5 vit cirkel · d4 vit cirkel · e4 vit kung · f4 vit cirkel · d3 vit cirkel · e3 vit cirkel · f3 vit cirkel | d5 vit cirkel · e5 vit cirkel · f5 vit cirkel · d4 vit cirkel · e4 vit kung · f4 vit cirkel · d3 vit cirkel · e3 vit cirkel · f3 vit cirkel | d5 vit cirkel · e5 vit cirkel · f5 vit cirkel · d4 vit cirkel · e4 vit kung · f4 vit cirkel · d3 vit cirkel · e3 vit cirkel · f3 vit cirkel | d5 vit cirkel · e5 vit cirkel · f5 vit cirkel · d4 vit cirkel · e4 vit kung · f4 vit cirkel · d3 vit cirkel · e3 vit cirkel · f3 vit cirkel | d5 vit cirkel · e5 vit cirkel · f5 vit cirkel · d4 vit cirkel · e4 vit kung · f4 vit cirkel · d3 vit cirkel · e3 vit cirkel · f3 vit cirkel | d5 vit cirkel · e5 vit cirkel · f5 vit cirkel · d4 vit cirkel · e4 vit kung · f4 vit cirkel · d3 vit cirkel · e3 vit cirkel · f3 vit cirkel | 5 |
| 4 | d5 vit cirkel · e5 vit cirkel · f5 vit cirkel · d4 vit cirkel · e4 vit kung · f4 vit cirkel · d3 vit cirkel · e3 vit cirkel · f3 vit cirkel | d5 vit cirkel · e5 vit cirkel · f5 vit cirkel · d4 vit cirkel · e4 vit kung · f4 vit cirkel · d3 vit cirkel · e3 vit cirkel · f3 vit cirkel | d5 vit cirkel · e5 vit cirkel · f5 vit cirkel · d4 vit cirkel · e4 vit kung · f4 vit cirkel · d3 vit cirkel · e3 vit cirkel · f3 vit cirkel | d5 vit cirkel · e5 vit cirkel · f5 vit cirkel · d4 vit cirkel · e4 vit kung · f4 vit cirkel · d3 vit cirkel · e3 vit cirkel · f3 vit cirkel | d5 vit cirkel · e5 vit cirkel · f5 vit cirkel · d4 vit cirkel · e4 vit kung · f4 vit cirkel · d3 vit cirkel · e3 vit cirkel · f3 vit cirkel | d5 vit cirkel · e5 vit cirkel · f5 vit cirkel · d4 vit cirkel · e4 vit kung · f4 vit cirkel · d3 vit cirkel · e3 vit cirkel · f3 vit cirkel | d5 vit cirkel · e5 vit cirkel · f5 vit cirkel · d4 vit cirkel · e4 vit kung · f4 vit cirkel · d3 vit cirkel · e3 vit cirkel · f3 vit cirkel | d5 vit cirkel · e5 vit cirkel · f5 vit cirkel · d4 vit cirkel · e4 vit kung · f4 vit cirkel · d3 vit cirkel · e3 vit cirkel · f3 vit cirkel | 4 |
| 3 | d5 vit cirkel · e5 vit cirkel · f5 vit cirkel · d4 vit cirkel · e4 vit kung · f4 vit cirkel · d3 vit cirkel · e3 vit cirkel · f3 vit cirkel | d5 vit cirkel · e5 vit cirkel · f5 vit cirkel · d4 vit cirkel · e4 vit kung · f4 vit cirkel · d3 vit cirkel · e3 vit cirkel · f3 vit cirkel | d5 vit cirkel · e5 vit cirkel · f5 vit cirkel · d4 vit cirkel · e4 vit kung · f4 vit cirkel · d3 vit cirkel · e3 vit cirkel · f3 vit cirkel | d5 vit cirkel · e5 vit cirkel · f5 vit cirkel · d4 vit cirkel · e4 vit kung · f4 vit cirkel · d3 vit cirkel · e3 vit cirkel · f3 vit cirkel | d5 vit cirkel · e5 vit cirkel · f5 vit cirkel · d4 vit cirkel · e4 vit kung · f4 vit cirkel · d3 vit cirkel · e3 vit cirkel · f3 vit cirkel | d5 vit cirkel · e5 vit cirkel · f5 vit cirkel · d4 vit cirkel · e4 vit kung · f4 vit cirkel · d3 vit cirkel · e3 vit cirkel · f3 vit cirkel | d5 vit cirkel · e5 vit cirkel · f5 vit cirkel · d4 vit cirkel · e4 vit kung · f4 vit cirkel · d3 vit cirkel · e3 vit cirkel · f3 vit cirkel | d5 vit cirkel · e5 vit cirkel · f5 vit cirkel · d4 vit cirkel · e4 vit kung · f4 vit cirkel · d3 vit cirkel · e3 vit cirkel · f3 vit cirkel | 3 |
| 2 | d5 vit cirkel · e5 vit cirkel · f5 vit cirkel · d4 vit cirkel · e4 vit kung · f4 vit cirkel · d3 vit cirkel · e3 vit cirkel · f3 vit cirkel | d5 vit cirkel · e5 vit cirkel · f5 vit cirkel · d4 vit cirkel · e4 vit kung · f4 vit cirkel · d3 vit cirkel · e3 vit cirkel · f3 vit cirkel | d5 vit cirkel · e5 vit cirkel · f5 vit cirkel · d4 vit cirkel · e4 vit kung · f4 vit cirkel · d3 vit cirkel · e3 vit cirkel · f3 vit cirkel | d5 vit cirkel · e5 vit cirkel · f5 vit cirkel · d4 vit cirkel · e4 vit kung · f4 vit cirkel · d3 vit cirkel · e3 vit cirkel · f3 vit cirkel | d5 vit cirkel · e5 vit cirkel · f5 vit cirkel · d4 vit cirkel · e4 vit kung · f4 vit cirkel · d3 vit cirkel · e3 vit cirkel · f3 vit cirkel | d5 vit cirkel · e5 vit cirkel · f5 vit cirkel · d4 vit cirkel · e4 vit kung · f4 vit cirkel · d3 vit cirkel · e3 vit cirkel · f3 vit cirkel | d5 vit cirkel · e5 vit cirkel · f5 vit cirkel · d4 vit cirkel · e4 vit kung · f4 vit cirkel · d3 vit cirkel · e3 vit cirkel · f3 vit cirkel | d5 vit cirkel · e5 vit cirkel · f5 vit cirkel · d4 vit cirkel · e4 vit kung · f4 vit cirkel · d3 vit cirkel · e3 vit cirkel · f3 vit cirkel | 2 |
| 1 | d5 vit cirkel · e5 vit cirkel · f5 vit cirkel · d4 vit cirkel · e4 vit kung · f4 vit cirkel · d3 vit cirkel · e3 vit cirkel · f3 vit cirkel | d5 vit cirkel · e5 vit cirkel · f5 vit cirkel · d4 vit cirkel · e4 vit kung · f4 vit cirkel · d3 vit cirkel · e3 vit cirkel · f3 vit cirkel | d5 vit cirkel · e5 vit cirkel · f5 vit cirkel · d4 vit cirkel · e4 vit kung · f4 vit cirkel · d3 vit cirkel · e3 vit cirkel · f3 vit cirkel | d5 vit cirkel · e5 vit cirkel · f5 vit cirkel · d4 vit cirkel · e4 vit kung · f4 vit cirkel · d3 vit cirkel · e3 vit cirkel · f3 vit cirkel | d5 vit cirkel · e5 vit cirkel · f5 vit cirkel · d4 vit cirkel · e4 vit kung · f4 vit cirkel · d3 vit cirkel · e3 vit cirkel · f3 vit cirkel | d5 vit cirkel · e5 vit cirkel · f5 vit cirkel · d4 vit cirkel · e4 vit kung · f4 vit cirkel · d3 vit cirkel · e3 vit cirkel · f3 vit cirkel | d5 vit cirkel · e5 vit cirkel · f5 vit cirkel · d4 vit cirkel · e4 vit kung · f4 vit cirkel · d3 vit cirkel · e3 vit cirkel · f3 vit cirkel | d5 vit cirkel · e5 vit cirkel · f5 vit cirkel · d4 vit cirkel · e4 vit kung · f4 vit cirkel · d3 vit cirkel · e3 vit cirkel · f3 vit cirkel | 1 |
|   | a | b | c | d | e | f | g | h |   |

### Rockad
|   | a | b | c | d | e | f | g | h |   |
| 8 | c8 svart kung · d8 svart torn · f8 svart torn · g8 svart kung · c1 vit kung · d1 vit torn · f1 vit torn · g1 vit kung | c8 svart kung · d8 svart torn · f8 svart torn · g8 svart kung · c1 vit kung · d1 vit torn · f1 vit torn · g1 vit kung | c8 svart kung · d8 svart torn · f8 svart torn · g8 svart kung · c1 vit kung · d1 vit torn · f1 vit torn · g1 vit kung | c8 svart kung · d8 svart torn · f8 svart torn · g8 svart kung · c1 vit kung · d1 vit torn · f1 vit torn · g1 vit kung | c8 svart kung · d8 svart torn · f8 svart torn · g8 svart kung · c1 vit kung · d1 vit torn · f1 vit torn · g1 vit kung | c8 svart kung · d8 svart torn · f8 svart torn · g8 svart kung · c1 vit kung · d1 vit torn · f1 vit torn · g1 vit kung | c8 svart kung · d8 svart torn · f8 svart torn · g8 svart kung · c1 vit kung · d1 vit torn · f1 vit torn · g1 vit kung | c8 svart kung · d8 svart torn · f8 svart torn · g8 svart kung · c1 vit kung · d1 vit torn · f1 vit torn · g1 vit kung | 8 |
| 7 | c8 svart kung · d8 svart torn · f8 svart torn · g8 svart kung · c1 vit kung · d1 vit torn · f1 vit torn · g1 vit kung | c8 svart kung · d8 svart torn · f8 svart torn · g8 svart kung · c1 vit kung · d1 vit torn · f1 vit torn · g1 vit kung | c8 svart kung · d8 svart torn · f8 svart torn · g8 svart kung · c1 vit kung · d1 vit torn · f1 vit torn · g1 vit kung | c8 svart kung · d8 svart torn · f8 svart torn · g8 svart kung · c1 vit kung · d1 vit torn · f1 vit torn · g1 vit kung | c8 svart kung · d8 svart torn · f8 svart torn · g8 svart kung · c1 vit kung · d1 vit torn · f1 vit torn · g1 vit kung | c8 svart kung · d8 svart torn · f8 svart torn · g8 svart kung · c1 vit kung · d1 vit torn · f1 vit torn · g1 vit kung | c8 svart kung · d8 svart torn · f8 svart torn · g8 svart kung · c1 vit kung · d1 vit torn · f1 vit torn · g1 vit kung | c8 svart kung · d8 svart torn · f8 svart torn · g8 svart kung · c1 vit kung · d1 vit torn · f1 vit torn · g1 vit kung | 7 |
| 6 | c8 svart kung · d8 svart torn · f8 svart torn · g8 svart kung · c1 vit kung · d1 vit torn · f1 vit torn · g1 vit kung | c8 svart kung · d8 svart torn · f8 svart torn · g8 svart kung · c1 vit kung · d1 vit torn · f1 vit torn · g1 vit kung | c8 svart kung · d8 svart torn · f8 svart torn · g8 svart kung · c1 vit kung · d1 vit torn · f1 vit torn · g1 vit kung | c8 svart kung · d8 svart torn · f8 svart torn · g8 svart kung · c1 vit kung · d1 vit torn · f1 vit torn · g1 vit kung | c8 svart kung · d8 svart torn · f8 svart torn · g8 svart kung · c1 vit kung · d1 vit torn · f1 vit torn · g1 vit kung | c8 svart kung · d8 svart torn · f8 svart torn · g8 svart kung · c1 vit kung · d1 vit torn · f1 vit torn · g1 vit kung | c8 svart kung · d8 svart torn · f8 svart torn · g8 svart kung · c1 vit kung · d1 vit torn · f1 vit torn · g1 vit kung | c8 svart kung · d8 svart torn · f8 svart torn · g8 svart kung · c1 vit kung · d1 vit torn · f1 vit torn · g1 vit kung | 6 |
| 5 | c8 svart kung · d8 svart torn · f8 svart torn · g8 svart kung · c1 vit kung · d1 vit torn · f1 vit torn · g1 vit kung | c8 svart kung · d8 svart torn · f8 svart torn · g8 svart kung · c1 vit kung · d1 vit torn · f1 vit torn · g1 vit kung | c8 svart kung · d8 svart torn · f8 svart torn · g8 svart kung · c1 vit kung · d1 vit torn · f1 vit torn · g1 vit kung | c8 svart kung · d8 svart torn · f8 svart torn · g8 svart kung · c1 vit kung · d1 vit torn · f1 vit torn · g1 vit kung | c8 svart kung · d8 svart torn · f8 svart torn · g8 svart kung · c1 vit kung · d1 vit torn · f1 vit torn · g1 vit kung | c8 svart kung · d8 svart torn · f8 svart torn · g8 svart kung · c1 vit kung · d1 vit torn · f1 vit torn · g1 vit kung | c8 svart kung · d8 svart torn · f8 svart torn · g8 svart kung · c1 vit kung · d1 vit torn · f1 vit torn · g1 vit kung | c8 svart kung · d8 svart torn · f8 svart torn · g8 svart kung · c1 vit kung · d1 vit torn · f1 vit torn · g1 vit kung | 5 |
| 4 | c8 svart kung · d8 svart torn · f8 svart torn · g8 svart kung · c1 vit kung · d1 vit torn · f1 vit torn · g1 vit kung | c8 svart kung · d8 svart torn · f8 svart torn · g8 svart kung · c1 vit kung · d1 vit torn · f1 vit torn · g1 vit kung | c8 svart kung · d8 svart torn · f8 svart torn · g8 svart kung · c1 vit kung · d1 vit torn · f1 vit torn · g1 vit kung | c8 svart kung · d8 svart torn · f8 svart torn · g8 svart kung · c1 vit kung · d1 vit torn · f1 vit torn · g1 vit kung | c8 svart kung · d8 svart torn · f8 svart torn · g8 svart kung · c1 vit kung · d1 vit torn · f1 vit torn · g1 vit kung | c8 svart kung · d8 svart torn · f8 svart torn · g8 svart kung · c1 vit kung · d1 vit torn · f1 vit torn · g1 vit kung | c8 svart kung · d8 svart torn · f8 svart torn · g8 svart kung · c1 vit kung · d1 vit torn · f1 vit torn · g1 vit kung | c8 svart kung · d8 svart torn · f8 svart torn · g8 svart kung · c1 vit kung · d1 vit torn · f1 vit torn · g1 vit kung | 4 |
| 3 | c8 svart kung · d8 svart torn · f8 svart torn · g8 svart kung · c1 vit kung · d1 vit torn · f1 vit torn · g1 vit kung | c8 svart kung · d8 svart torn · f8 svart torn · g8 svart kung · c1 vit kung · d1 vit torn · f1 vit torn · g1 vit kung | c8 svart kung · d8 svart torn · f8 svart torn · g8 svart kung · c1 vit kung · d1 vit torn · f1 vit torn · g1 vit kung | c8 svart kung · d8 svart torn · f8 svart torn · g8 svart kung · c1 vit kung · d1 vit torn · f1 vit torn · g1 vit kung | c8 svart kung · d8 svart torn · f8 svart torn · g8 svart kung · c1 vit kung · d1 vit torn · f1 vit torn · g1 vit kung | c8 svart kung · d8 svart torn · f8 svart torn · g8 svart kung · c1 vit kung · d1 vit torn · f1 vit torn · g1 vit kung | c8 svart kung · d8 svart torn · f8 svart torn · g8 svart kung · c1 vit kung · d1 vit torn · f1 vit torn · g1 vit kung | c8 svart kung · d8 svart torn · f8 svart torn · g8 svart kung · c1 vit kung · d1 vit torn · f1 vit torn · g1 vit kung | 3 |
| 2 | c8 svart kung · d8 svart torn · f8 svart torn · g8 svart kung · c1 vit kung · d1 vit torn · f1 vit torn · g1 vit kung | c8 svart kung · d8 svart torn · f8 svart torn · g8 svart kung · c1 vit kung · d1 vit torn · f1 vit torn · g1 vit kung | c8 svart kung · d8 svart torn · f8 svart torn · g8 svart kung · c1 vit kung · d1 vit torn · f1 vit torn · g1 vit kung | c8 svart kung · d8 svart torn · f8 svart torn · g8 svart kung · c1 vit kung · d1 vit torn · f1 vit torn · g1 vit kung | c8 svart kung · d8 svart torn · f8 svart torn · g8 svart kung · c1 vit kung · d1 vit torn · f1 vit torn · g1 vit kung | c8 svart kung · d8 svart torn · f8 svart torn · g8 svart kung · c1 vit kung · d1 vit torn · f1 vit torn · g1 vit kung | c8 svart kung · d8 svart torn · f8 svart torn · g8 svart kung · c1 vit kung · d1 vit torn · f1 vit torn · g1 vit kung | c8 svart kung · d8 svart torn · f8 svart torn · g8 svart kung · c1 vit kung · d1 vit torn · f1 vit torn · g1 vit kung | 2 |
| 1 | c8 svart kung · d8 svart torn · f8 svart torn · g8 svart kung · c1 vit kung · d1 vit torn · f1 vit torn · g1 vit kung | c8 svart kung · d8 svart torn · f8 svart torn · g8 svart kung · c1 vit kung · d1 vit torn · f1 vit torn · g1 vit kung | c8 svart kung · d8 svart torn · f8 svart torn · g8 svart kung · c1 vit kung · d1 vit torn · f1 vit torn · g1 vit kung | c8 svart kung · d8 svart torn · f8 svart torn · g8 svart kung · c1 vit kung · d1 vit torn · f1 vit torn · g1 vit kung | c8 svart kung · d8 svart torn · f8 svart torn · g8 svart kung · c1 vit kung · d1 vit torn · f1 vit torn · g1 vit kung | c8 svart kung · d8 svart torn · f8 svart torn · g8 svart kung · c1 vit kung · d1 vit torn · f1 vit torn · g1 vit kung | c8 svart kung · d8 svart torn · f8 svart torn · g8 svart kung · c1 vit kung · d1 vit torn · f1 vit torn · g1 vit kung | c8 svart kung · d8 svart torn · f8 svart torn · g8 svart kung · c1 vit kung · d1 vit torn · f1 vit torn · g1 vit kung | 1 |
|   | a | b | c | d | e | f | g | h |   |

Rockad är ett specialdrag i schack som tillåter att man i ett drag flyttar kungen och ett av tornen längs den första raden. Det finns två typer av rockader, där kungen i båda fallen flyttas två rutor mot ett av dess torn och tornet sedan placeras på rutan som kungen korsade. Ett flertal villkor måste uppfyllas innan en rockad kan utföras:
- kungen får inte stå i schack; man kan alltså inte undkomma en schack genom att rockera.
- varken kungen eller det torn som används för rockaden får ha flyttats tidigare under partiet.
- ingen ruta mellan kungen och tornet får vara ockuperad av en annan pjäs; det får alltså inte stå någon annan pjäs emellan dem, oavsett färg.
- inget av de fält som kungen rör sig över, eller hamnar på, får vara hotat av någon av motståndarens pjäser; man kan alltså inte flytta in i schack.

#### Kort rockad
Kort rockad (O-O) innebär att kungen flyttas två rutor från e-linjen till g-linjen, och att tornet på h-linjen flyttas till f-linjen.

#### Lång rockad
Lång rockad (O-O-O) innebär att kungen flyttas två rutor från e-linjen till c-linjen, och att tornet på a-linjen flyttas till d-linjen, det vill säga tre rutor eller steg.

## Situationer som kan uppstå

### Schack och schackmatt
En kung som är under attack är i schack, och spelaren vars kung är i schack måste omedelbart föra sin kung ur schacken. Det finns tre möjliga sätt att ta bort hotet:
- kungen flyttas till en intilliggande ruta som inte hotad av en motståndarens pjäser (rockad är ej tillåtet).
- en pjäs placeras mellan kungen och den attackerande pjäsen så att den pjäsen blir attackerad istället (det är inte möjligt när den attackerande pjäsen är en springare eller bonde, eller när kungen är i dubbelschack)
- den attackerande pjäsen slås (detta är inte möjligt under dubbelschack, såvida inte kungen slår den attackerade pjäsen). Men om den attackerande pjäsen (i form av torn, bonde, springare eller löpare) har ett eller flera skydd, så måste kungen ta sig därifrån.

Om inget av alternativen ovan är tillgängliga så har kungen blivit schackmatt och den spelaren förlorar spelet.

### Patt
|   | a                                              | b                                              | c                                              | d                                              | e                                              | f                                              | g                                              | h                                              |   |
| 8 | a8 svart kung · b6 vit drottning · a5 vit kung | a8 svart kung · b6 vit drottning · a5 vit kung | a8 svart kung · b6 vit drottning · a5 vit kung | a8 svart kung · b6 vit drottning · a5 vit kung | a8 svart kung · b6 vit drottning · a5 vit kung | a8 svart kung · b6 vit drottning · a5 vit kung | a8 svart kung · b6 vit drottning · a5 vit kung | a8 svart kung · b6 vit drottning · a5 vit kung | 8 |
| 7 | a8 svart kung · b6 vit drottning · a5 vit kung | a8 svart kung · b6 vit drottning · a5 vit kung | a8 svart kung · b6 vit drottning · a5 vit kung | a8 svart kung · b6 vit drottning · a5 vit kung | a8 svart kung · b6 vit drottning · a5 vit kung | a8 svart kung · b6 vit drottning · a5 vit kung | a8 svart kung · b6 vit drottning · a5 vit kung | a8 svart kung · b6 vit drottning · a5 vit kung | 7 |
| 6 | a8 svart kung · b6 vit drottning · a5 vit kung | a8 svart kung · b6 vit drottning · a5 vit kung | a8 svart kung · b6 vit drottning · a5 vit kung | a8 svart kung · b6 vit drottning · a5 vit kung | a8 svart kung · b6 vit drottning · a5 vit kung | a8 svart kung · b6 vit drottning · a5 vit kung | a8 svart kung · b6 vit drottning · a5 vit kung | a8 svart kung · b6 vit drottning · a5 vit kung | 6 |
| 5 | a8 svart kung · b6 vit drottning · a5 vit kung | a8 svart kung · b6 vit drottning · a5 vit kung | a8 svart kung · b6 vit drottning · a5 vit kung | a8 svart kung · b6 vit drottning · a5 vit kung | a8 svart kung · b6 vit drottning · a5 vit kung | a8 svart kung · b6 vit drottning · a5 vit kung | a8 svart kung · b6 vit drottning · a5 vit kung | a8 svart kung · b6 vit drottning · a5 vit kung | 5 |
| 4 | a8 svart kung · b6 vit drottning · a5 vit kung | a8 svart kung · b6 vit drottning · a5 vit kung | a8 svart kung · b6 vit drottning · a5 vit kung | a8 svart kung · b6 vit drottning · a5 vit kung | a8 svart kung · b6 vit drottning · a5 vit kung | a8 svart kung · b6 vit drottning · a5 vit kung | a8 svart kung · b6 vit drottning · a5 vit kung | a8 svart kung · b6 vit drottning · a5 vit kung | 4 |
| 3 | a8 svart kung · b6 vit drottning · a5 vit kung | a8 svart kung · b6 vit drottning · a5 vit kung | a8 svart kung · b6 vit drottning · a5 vit kung | a8 svart kung · b6 vit drottning · a5 vit kung | a8 svart kung · b6 vit drottning · a5 vit kung | a8 svart kung · b6 vit drottning · a5 vit kung | a8 svart kung · b6 vit drottning · a5 vit kung | a8 svart kung · b6 vit drottning · a5 vit kung | 3 |
| 2 | a8 svart kung · b6 vit drottning · a5 vit kung | a8 svart kung · b6 vit drottning · a5 vit kung | a8 svart kung · b6 vit drottning · a5 vit kung | a8 svart kung · b6 vit drottning · a5 vit kung | a8 svart kung · b6 vit drottning · a5 vit kung | a8 svart kung · b6 vit drottning · a5 vit kung | a8 svart kung · b6 vit drottning · a5 vit kung | a8 svart kung · b6 vit drottning · a5 vit kung | 2 |
| 1 | a8 svart kung · b6 vit drottning · a5 vit kung | a8 svart kung · b6 vit drottning · a5 vit kung | a8 svart kung · b6 vit drottning · a5 vit kung | a8 svart kung · b6 vit drottning · a5 vit kung | a8 svart kung · b6 vit drottning · a5 vit kung | a8 svart kung · b6 vit drottning · a5 vit kung | a8 svart kung · b6 vit drottning · a5 vit kung | a8 svart kung · b6 vit drottning · a5 vit kung | 1 |
|   | a                                              | b                                              | c                                              | d                                              | e                                              | f                                              | g                                              | h                                              |   |

När en spelare inte har några giltiga drag, men inte heller står i schack så blir det patt. I schack så får man inte stå över några drag så därför slutar partiet oavgjort (remi).
En spelare som har en mycket liten chans eller ingen alls kommer medvetet försöka spela för en patt för att undvika att förlora.

## Kungens relativa värde
Det är inte meningsfullt att tilldela ett värde på kungen i förhållande till de andra pjäserna, eftersom kungen inte kan fångas eller bytas av. I denna mening kan dess värde anses vara oändligt. Kungens förmåga som en stöttande pjäs i slutspelet anses ofta vara något starkare än en löpare eller springare. Den kan då sägas ha ett relativt värde runt 27.

## Kungens roll
I öppningen och mittspelet måste kungen skyddas från angrepp. Det sker normalt genom att man rockerar och gömmer kungen i ett hörn bakom bönderna. 
I slutspelet, när den inte är lika utsatt för angrepp, kan kungen aktivt delta i spelet och lotsa ner bönder så att de kan promoveras.

## Unicode
Unicode har två tecken för kungar.
| Namn       | Symbol | Kod    | HTML (decimal) | HTML (hex) |
| ---------- | ------ | ------ | -------------- | ---------- |
| Vit kung   | ♔      | U+2654 | &#9812;        | &#x2654;   |
| Svart kung | ♚      | U+265A | &#9818;        | &#x265A;   |